# Palacio de la Gobernación (Ciudad del Vaticano)
El Palacio de la Gobernación (en italiano Palazzo del Governatorato) es la sede de la Comisión Pontificia para el Estado de la Ciudad del Vaticano, el gobernador y la Oficina de Correos del Vaticano. El poder legislativo dentro de la Ciudad del Vaticano lo delega el papa en el gobernador, quien preside la citada Comisión.

## Descripción
El Palacio de la Gobernación está situado en los Jardines del Vaticano, exactamente detrás de la Basílica de San Pedro. Compuesto por la unión de tres macizos edificios, fue construido en estilo ecléctico entre 1927 y 1931 por el ingeniero piamontés Giuseppe Momo, "arquitecto de la reverenda fábrica de San Pietro" encargado de la construcción de la Ciudad del Vaticano creada siguiendo la estipulación. de los Pactos de Letrán.
Adosada al palacio se encuentra la iglesia de Santa María Regina della Famiglia, antiguamente de Santa Marta, también diseñada por Giuseppe Momo.